# Georg Fischer AG
Georg Fischer (GF) er en schweizisk industrivirksomhed, der består af GF Piping Systems, GF Casting Solutions og GF Machining Solutions. Den blev etableret i 1802 og har hovedkvarter i Schaffhausen. De driver forretning i 33 lande med 140 datterselskaber og 57 produktionssteder. Deres rørsystemer benyttes til transport af væske og gas, deres støbte løsninger benyttes i køretøjer og deres maskiner benyttes i fremstillingsindustrien.